# Billy Major
Billy Major (ur. 21 listopada 1996 w Cambridge) – angielski narciarz alpejski, olimpijczyk z Pekinu 2022.

## Życie prywatne
Dorastał w Saffron Walden. Zimy spędzał we Francji, gdzie jego rodzice prowadzili firmę narciarską. Obecnie mieszka w Cambridge.

## Osiągnięcia

### Igrzyska olimpijskie
| Rok  | Miejscowość | Konkurencja | Czas biegu | Miejsce |
| ---- | ----------- | ----------- | ---------- | ------- |
| 2022 | Pekin       | Slalom      | DNF        | DNF     |

### Mistrzostwa świata
| Rok  | Miejscowość       | Konkurencja              | Miejsce |
| ---- | ----------------- | ------------------------ | ------- |
| 2019 | Åre               | Slalom                   | DNF     |
| 2021 | Cortina d’Ampezzo | Slalom                   | DNF     |
| 2021 | Cortina d’Ampezzo | Slalom gigant równoległy | 12.     |
| 2021 | Cortina d’Ampezzo | drużynowo                | DNF     |

### Mistrzostwa świata juniorów
| Rok  | Miejscowość | Konkurencja     | Miejsce |
| ---- | ----------- | --------------- | ------- |
| 2014 | Jasná       | Slalom          | DNF     |
| 2014 | Jasná       | Slalom gigant   | DNF     |
| 2014 | Jasná       | Supergigant     | 76.     |
| 2014 | Jasná       | Superkombinacja | 50.     |
| 2016 | Soczi       | Slalom          | DNF     |
| 2016 | Soczi       | Slalom gigant   | DNF     |
| 2016 | Soczi       | Supergigant     | 56.     |
| 2016 | Soczi       | Superkombinacja | DNF     |
| 2016 | Soczi       | Zjazd           | 49.     |
| 2017 | Åre         | Slalom          | DNF     |
| 2017 | Åre         | Slalom gigant   | 31.     |
| 2017 | Åre         | Superkombinacja | DNF     |